# Яснов Михайло Олексійович
Миха́йло Олексі́йович Ясно́в (рос. Михаил Алексеевич Яснов 23 травня (5 червня) 1906 року, село Гори Коломенського повіту Московської губернії, тепер Озерського району Московської області — 23 липня 1991 року, Москва) — радянський державний і господарський діяч. Голова Ради Міністрів РРФСР, голова Президії Верховної Ради РРФСР. Депутат Верховної Ради СРСР 3—11 скликань. Голова Ради Союзу Верховної Ради СРСР (1950—1954). Член ЦК КПРС (1952—1986). Член Бюро ЦК КПРС по РРФСР (1956—1957 і 1961—1966). Герой Соціалістичної Праці (4.06.1976).

## Біографія
Народився в бідній селянській родині. Закінчив сільську початкову школу, в 1918 році переїхав до Москви. У 1918—1922 роках — кур'єр Народного комісаріату охорони здоров'я РРФСР у місті Москві. У 1922—1928 роках — чорнороб, робітник шкіряного заводу в Москві.
Без відриву від виробництва у 1920—1925 роках був слухачем вечірнього робітничого факультету при 1-му Московському державному університеті.
Член ВКП(б) з 1925 року.
У 1928—1930 роках — служба в Червоній армії.
У 1930—1931 роках — керуючий справами тресту «Мосміськбуд».
У 1931—1932 роках — заступник керуючого будівельної контори тресту «Водоканалізація» у Москві.
У 1932—1934 роках — заступник керуючого тресту «Москомбуд».
У 1934—1935 роках — заступник начальника 1-ї дільниці будівництва набережних тресту «Міськдорбуд» у Москві.
У 1935—1936 роках — начальник будівельної контори тресту будівництва набережних у Москві.
У 1936—1938 роках — керуючий тресту будівництва набережних у Москві. Одночасно навчався в інституті підвищення кваліфікації інженерно-технічних працівників.
14 грудня 1938 — 14 лютого 1939 року — в.о. заступника голови виконавчого комітету Московської міської ради депутатів трудящих. 14 лютого 1939 — 19 грудня 1942 року — заступник голови виконавчого комітету Московської міської ради депутатів трудящих.
19 грудня 1942 — 26 січня 1948 року — 1-й заступник голови виконавчого комітету Московської міської ради депутатів трудящих.
26 січня 1948 — 1 липня 1949 року — заступник голови виконавчого комітету Московської міської ради депутатів трудящих.
У 1949 — січні 1950 року — заступник міністра міського будівництва СРСР.
18 січня 1950 — 2 лютого 1956 року — голова виконавчого комітету Московської міської ради депутатів трудящих.
Одночасно, 12 червня 1950 — 20 квітня 1954 року — голова Ради Союзу Верховної Ради СРСР.
24 січня 1956 — 19 грудня 1957 року — голова Ради міністрів Російської РФСР.
19 грудня 1957 — 23 грудня 1966 року — 1-й заступник голови Ради міністрів РРФСР.
23 грудня 1966 — 26 березня 1985 року — голова Президії Верховної Ради РРФСР.
З березня 1985 року — персональний пенсіонер у Москві.

## Нагороди
- Герой Соціалістичної Праці (4.06.1976)
- сім орденів Леніна (6.09.1947; 4.06.1956; 1.02.1957; 4.06.1966; 26.08.1971; 11.12.1973; 4.06.1976)
- орден Червоного Прапора (2.11.1944)
- орден Трудового Червоного Прапора (13.07.1940)
- орден Дружби народів (4.06.1986)
- орден Червоної Зірки (2.06.1944)
- медалі